# Przyjdź do stajni
Przyjdź do stajni (ang. Come to the Stable) – amerykański film fabularny z 1949 roku w reżyserii Henry'ego Kostera. Zdjęcia realizowano w dniach od 13 grudnia 1948 do 3 lutego 1949 roku.

## Fabuła
Siostra Margaret oraz siostra Scholastica, przybywają do niewielkiego miasteczka w Nowej Anglii z zamiarem zbudowania tam szpitala dziecięcego. Realizację tej inwestycji blokuje miejscowy biskup, który nie jest zwolennikiem pomysłu zakonnic. Jednak, dzięki pomocy tutejszej ludności, m.in. nawróconego gangstera, budowę udaje się rozpocząć.

## Obsada
- Loretta Young – siostra Margaret
- Basil Ruysdael – biskup
- Mike Mazurki – Sam
- Dooley Wilson – Anthony James
- Thomas Gomez – Luigi Rossi
- Elsa Lanchester – Amelia Potts
- Hugh Marlowe – Robert Masen
- Dorothy Patrick – Kitty
- Celeste Holm – siostra Scholastica

i inni

## Nagrody i nominacje
Oscary 1949:
- nominacja w kategorii Najlepsza aktorka pierwszoplanowa dla Loretty Young
- nominacja w kategorii Najlepsza aktorka drugoplanowa dla Celeste Holm
- nominacja w kategorii Najlepsza aktorka drugoplanowa dla Elsy Lanchester
- nominacja w kategorii Najlepsza piosenka ("Through a Long and Sleepless Night", w wykonaniu Eileen Wilson i Kena Darby'ego)
- nominacja w kategorii Najlepsza scenografia - filmy czarno-białe
- nominacja w kategorii Najlepsze materiały do scenariusza dla Clary Bothe Luce
- nominacja w kategorii Najlepsze zdjęcia - filmy czarno-białe

Złote Globy 1950:
- nominacja w kategorii Najlepszy dramat

Amerykańska Gildia Scenarzystów 1950:
- nominacja w kategorii Najlepszy scenariusz komedii dla Oscara Millarda i Sally Benson